# Fuchsfächerschwanz

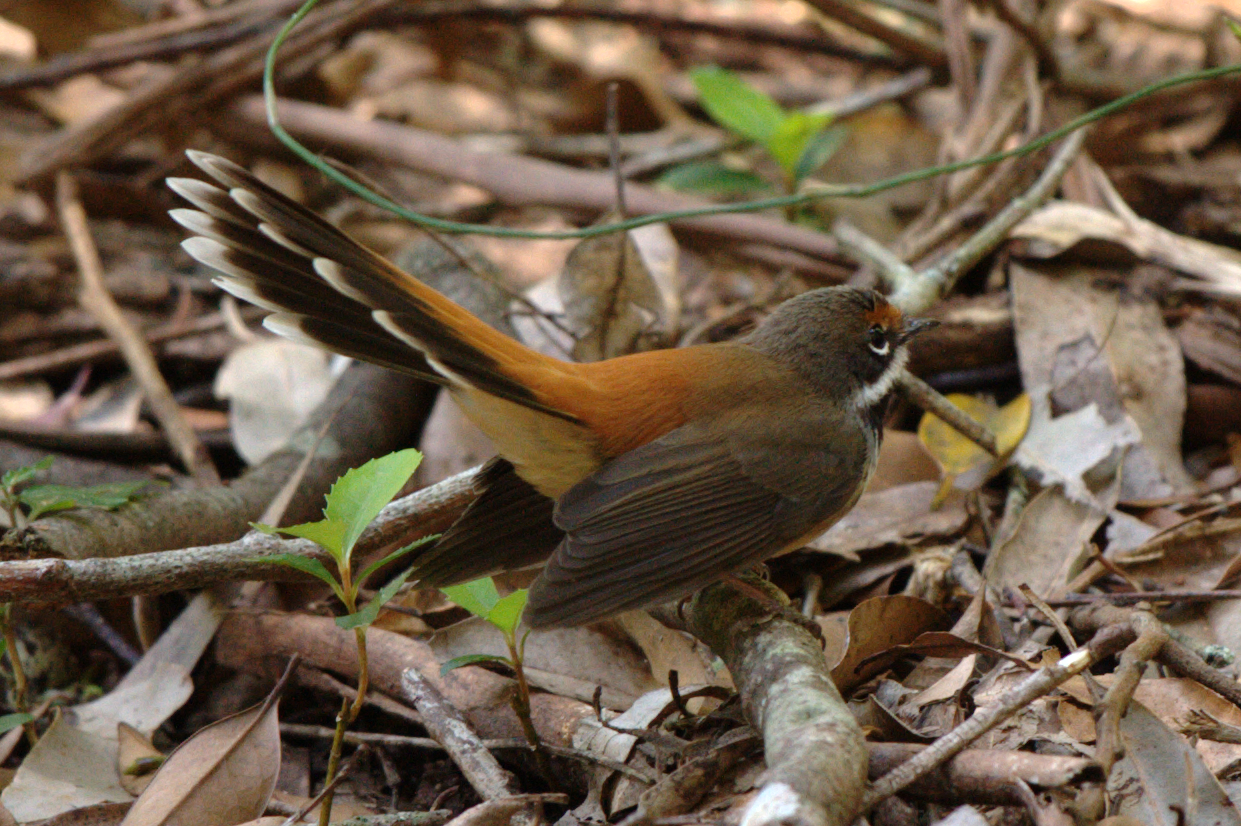
Adulter Fuchsfächerschwanz

Der Fuchsfächerschwanz (Rhipidura rufifrons) ist ein Singvogel aus der Familie der Fächerschwänze (Rhipiduridae), der von den Marianen bis nach Australien vorkommt. Sein deutscher Trivialname bezieht sich auf die Farbe des Schwanzgefieders.
Die Bestände gelten in seinem gesamten Verbreitungsgebiet als nicht gefährdet. Es werden mehrere Unterarten unterschieden.

## Merkmale
Der Fuchsfächerschwanz hat ein sehr auffälliges Gefieder, was eine Verwechselung mit einer anderen Vogelart nahezu ausschließt. Zwischen den Geschlechtern des Fuchsfächerschwanzes besteht weder in der Gefiederfärbung noch im Körperbau ein Dimorphismus.
Er erreicht eine Körperlänge von 14,5 bis 18,5 cm. Der Schnabel ist 12,4,8-15,2 mm lang. Er hat eine Flügellänge von 67–78,5 mm, sein Schwanz misst 78–93 mm.  Das Gewicht liegt zwischen 8 und 14 g.
Bei den adulten Vögeln ist der Kopf und der Hals graubraun, auf der Stirn befindet sich ein breites orange-braunrotes Band. Ein auffälliger, halbmondförmiger weißer Strich verläuft unter dem Auge. Ein dünnerer und nicht so auffälliger Augenüberstreif ist gleichfalls weiß. Der Mantel und der Rücken sind graubraun, der Bürzel, die Oberschwanzdecken und die basale Hälfte des Schwanzgefieders sind dagegen leuchtend orange-braun. Der Rest des Schwanzgefieders ist dunkelgrau mit weißen Federspitzen. Die gefalteten Flügel sind graubraun.
Das Kinn und die Kehle sind weiß und von einem schwarzen Brustband begrenzt. Die Brustseiten sind graubraun, ansonsten ist die Grundfarbe des Brustgefieders weiß mit schwarzen Tupfen. Der Bauch ist weiß, die Flanken, der Bürzel und die Unterschwanzdecken sind hellbraun. Der Schnabel ist schwarz, der Unterschnabel ist an der Basis rosa. Die Iris ist dunkelbraun. Beine und Füße sind bräunlich rosa bis graubraun.
Jungvögel sind grundsätzlich den Adulten ähnlich. Der Mantel und der Rücken sind etwas intensiver rötlich braun. Das Kopfgefieder ist etwas matter und die einzelnen Gefiederpartien nicht so scharf voneinander abgesetzt.

## Verbreitung und Lebensraum

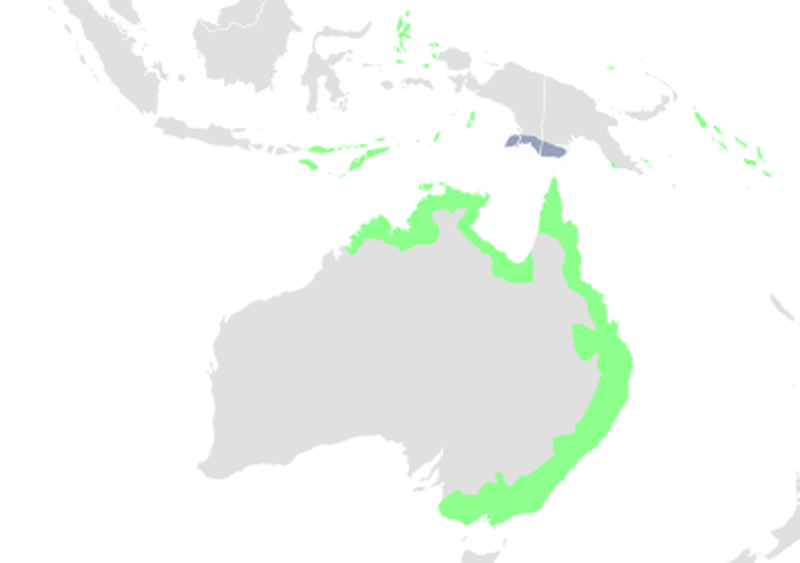
Verbreitungskarte des Fuchsfächerschwanzws

Das Verbreitungsgebiet des Fuchsfächerschwanzes reicht von den Marianen über die Yap-Inseln, Sulawesi und Molukken über den Süden von Neuguineas bis nach Australien. In Australien kommt er in einem breiten Streifen entlang der Küste von Kimberley über Nordaustralien und die Kap-York-Halbinsel bis in den Süden des australischen Bundesstaates Victoria vor.   Entlang der australischen Küste werden auch einige der vorgelagerten Inseln besiedelt. Auch in der Torres-Straße, der etwa 185 km breiten Meerenge zwischen der nordostaustralischen Kap-York-Halbinsel und der Südküste von Neuguinea, werden mehrere der dort liegenden Inseln vom Fuchsfächerschwanz besiedelt. Auf Tasmanien ist er dagegen ein seltener Irrgast.
Der Lebensraum des Fuchsfächerschwanzes sind feuchte Wälder. Dazu gehören sowohl Eukalyptus-, Mangroven- als auch Regenwälder sowie Waldgebiete entlang von Fließgewässern und in Feuchtgebieten. In trockenen Hartlaubwäldern wird er dagegen nur selten angetroffen.
Der Fuchsfächerschwanz hält sich überwiegend im Unterholz und im unteren Baumkronenbereich auf. Die Höhenverbreitung reicht von Tiefebenen bis in Höhenlagen von 1400 Metern.

## Zugverhalten

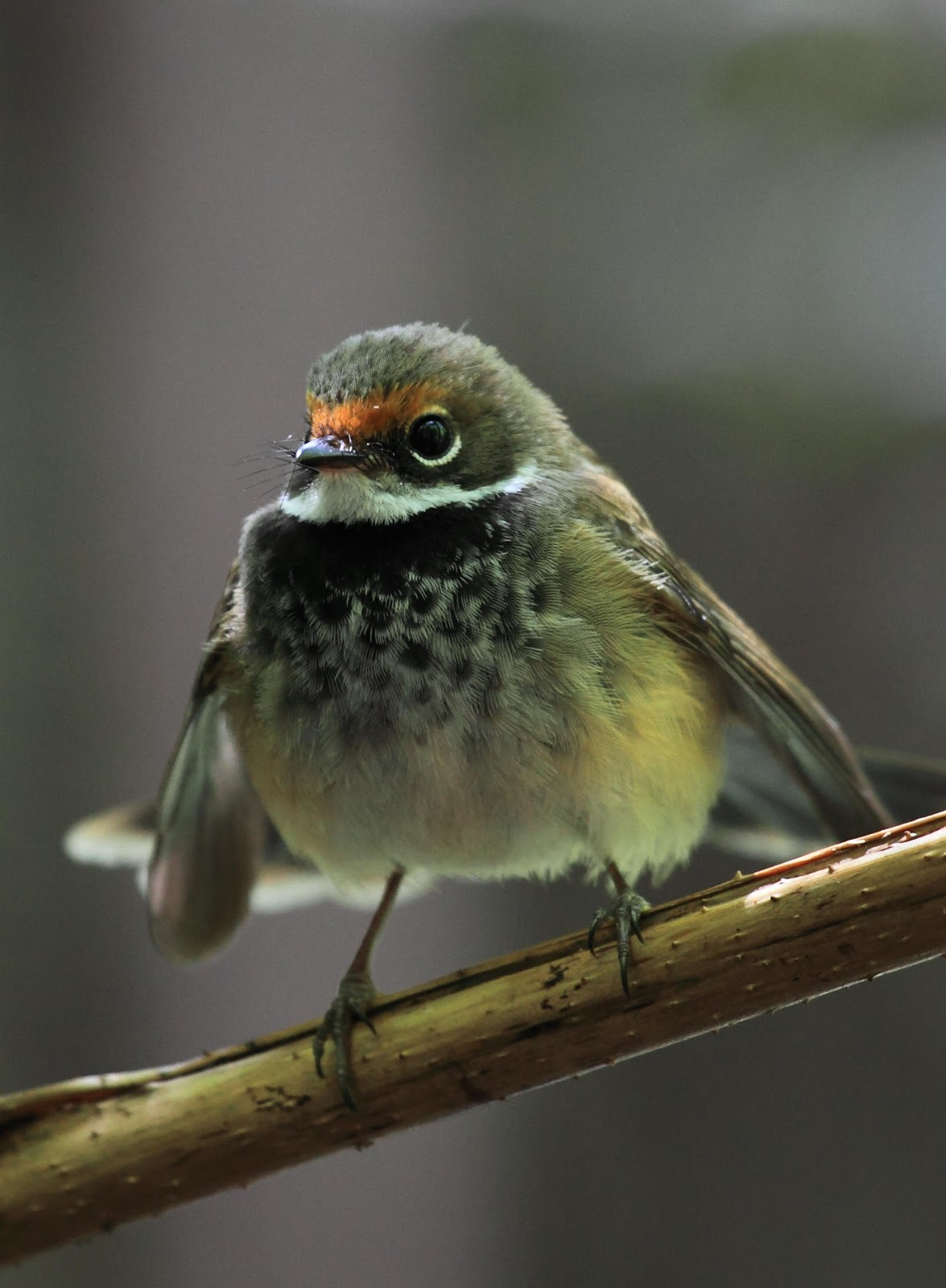
Fuchsfächerschwanz

Einige der Populationen sind Standvögel, dagegen sind die Populationen entlang der Ostküste Australiens beispielsweise ausgeprägte Zugvögel. Sie ziehen im australischen Winter über die Kap-York-Halbinsel und die Inseln der Torres-Straße in den Süden von Neuguinea. Der Zug folgt einem sehr klaren saisonalen Muster. Im Winterhalbjahr sind entsprechend im Südosten Australiens keine Fuchsfächerschwänze anzutreffen. Der Zug beginnt Ende Februar, der Rückzug beginnt im September. Aus Daten von beringten Vögeln weiß man, dass Fuchsfächerschwänze während des Zuges gelegentlich über mehrere Wochen an einem Ort bleiben.
Daneben gibt es in der Region des Atherton Tablelands auch saisonale Höhenwanderungen.

## Nahrung
Der Fuchsfächerschwanz frisst überwiegend kleine Insekten. Er findet diese überwiegend im dichten Unterholz von Wäldern, er sucht gelegentlich aber auch nach Nahrung in Baumkronen. Er ist ein sehr aktiver, agiler Vogel, der einen Teil der von ihm zuvor aufgescheuchten Insekten im Flug fängt. Gelegentlich werden die Insekten auch von Blättern gepickt. Nur sehr selten kommt er zur Nahrungssuche auch auf den Boden, um in der auf dem Boden liegenden Laubschicht nach Insekten zu suchen.
Während der Nahrungssuche ist er gelegentlich mit Brillenmonarch, Wald-Dickkopf (Colluricincla megarhyncha) und Fahlstirn-Sericornis (Sericornis magnirostris) vergesellschaftet.

## Fortpflanzung

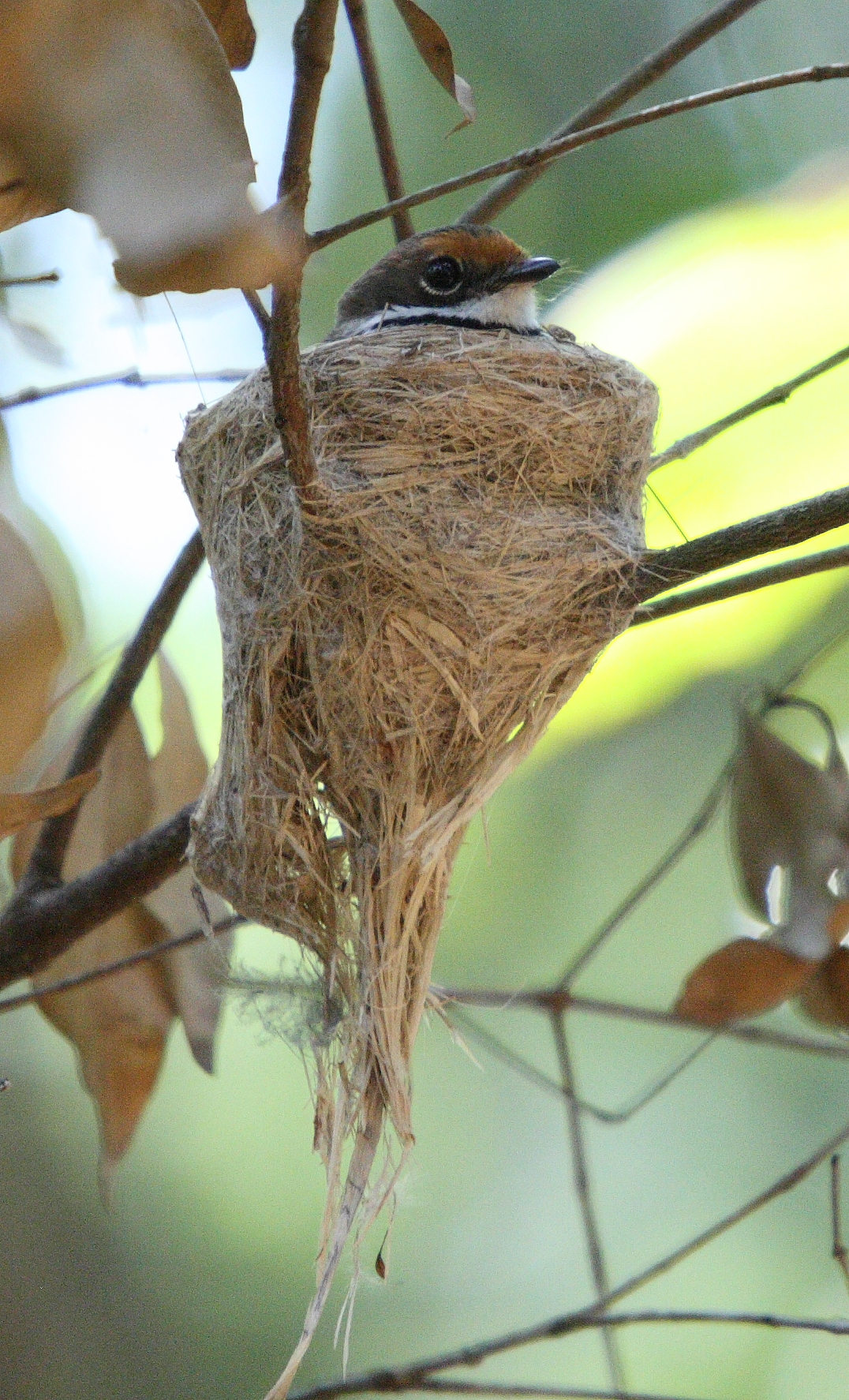
Fuchsfächerschwanz auf Nest

Die Brutzeit fällt in den Zeitraum September bis Februar. Das Nest wird gewöhnlich in kleinen bis großen Büschen, Kletterpflanzendickichten und niedrigen Bäumen gebaut. Die Nester einzelner Fuchsfächerschwanzpaare sind gelegentlich nur wenige Meter voneinander entfernt. Fuchsfächerschwänze brüten außerdem in größerer Nähe zu Graufächerschwänzen und Masken-Monarch (Monarcha melanopsis).
Das Nest ist napfförmig und sehr dicht aus Gras, kleinen Wurzeln, feinen Rindenstreifen, Pflanzenmaterial und Spinnweben gewoben. Zahlreiche Nester haben ein schwanzförmiges Anhängsel. Inklusive dieses Anhängsels hat es eine Höhe von 11,4 Zentimeter und einen Durchmesser von 6,4 Zentimeter. Die eigentliche Nistmulde hat einen Durchmesser von 4,4 Zentimeter und ist durchschnittlich 3,8 Zentimeter tief.  Fuchsfächerschwänze bauen zwischen 8 und 15 Tage an ihrem Nest, beide Elternvögel sind beteiligt.
Das Gelege besteht gewöhnlich aus zwei bis drei Eiern. Die Eier werden in einem Abstand von etwa 24 Stunden gelegt. Geht das Gelege verloren (beispielsweise durch Fressfeinde), sind die Weibchen innerhalb von 18 Tagen in der Lage, ein neues Gelege zu legen. Beide Elternvögel brüten und lösen einander in schneller Folge ab. Sie sind sehr sitzfest, brütende Fuchsfächerschwänze dulden große Annäherung beispielsweise durch den Menschen. Die Brutzeit beträgt zwischen 15 und 17 Tagen.
Die Nestlinge sind beim Schlupf nackt und blind. Die Augen öffnen sich erst am dritten bis fünften Lebenstag. Beide Elternvögel kommen sich gleichermaßen um die Nestlinge. Diese sind nach etwa 11 Tagen flügge.

## Lebenserwartung
Zwischen 1953 und 2001 sind in Australien, auf Neuguinea und auf Inseln des südwestlichen Pazifiks insgesamt 4555 Fuchsfächerschwänze beringt worden und davon 625 wieder aufgefunden worden. Mehrere Wiederfunde belegen, dass Fuchsfächerschwänze mehrere Jahre alt werden. Ein in der Brindabella Range, New South Wales beringter Vogel wurde neun Jahre und 1 Monat später am Beringungsort wieder eingefangen.

## Gefährdung
Die ziehenden Populationen sind darauf angewiesen, dass sie auf ihrem Zug entsprechenden Lebensraum finden. Die Fragmentierung von Regenwäldern und feuchten Waldgebieten ist einer der Faktoren, die sich negativ auf den Populationsbestand auswirkt. Daneben wird durch Urbanisierung und ein Abholzen von Feuchtwäldern die Gebiete verkleinert, in denen der Fuchsfächerschwanz brütet.

## Einzelbelege
1. 1 2 3  Higgins, Peter & Cowling: Handbook of Australian, New Zealand & Antarctic Birds: Volume 7 Boatbill to Starlings, Part A: Boatbill to Larks. S. 163.
2. ↑   Handbook of the Birds of the World zum Fuchsfächerschwanz, aufgerufen am 17. Mai 2017
3. ↑  Higgins, Peter & Cowling: Handbook of Australian, New Zealand & Antarctic Birds: Volume 7 Boatbill to Starlings, Part A: Boatbill to Larks. S. 171.
4. ↑  Higgins, Peter & Cowling: Handbook of Australian, New Zealand & Antarctic Birds: Volume 7 Boatbill to Starlings, Part A: Boatbill to Larks. S. 162.
5. ↑  Higgins, Peter & Cowling: Handbook of Australian, New Zealand & Antarctic Birds: Volume 7 Boatbill to Starlings, Part A: Boatbill to Larks. S. 161.
6. 1 2 3 4  Higgins, Peter & Cowling: Handbook of Australian, New Zealand & Antarctic Birds: Volume 7 Boatbill to Starlings, Part A: Boatbill to Larks. S. 165.
7. ↑  Higgins, Peter & Cowling: Handbook of Australian, New Zealand & Antarctic Birds: Volume 7 Boatbill to Starlings, Part A: Boatbill to Larks. S. 168.
8. 1 2 3  Higgins, Peter & Cowling: Handbook of Australian, New Zealand & Antarctic Birds: Volume 7 Boatbill to Starlings, Part A: Boatbill to Larks. S. 169.